# Bátú
Bátú (též Bátú-chán, 1205, Mongolsko – 1255, Saraj) byl mongolský princ, válečník a zakladatel Zlaté hordy (též chanát Kypčak, nebo Kypčacký chanát). Bátú byl synem Džučiho (též Juchi, nebo Jochi), nejstaršího syna Čingischánova.

## Mongolské tažení na západ
Již Čingischán měl představu o dobytí světa až k nejzazšímu moři na západě. Po jeho smrti (1227), za vlády jeho syna Ögedeje, druhého velkého chána všech Mongolů (1227–1241), bylo rozhodnuto o dalším tažení na západ. Do čela armády byl postaven Bátú. Jako jeho hlavní generál byl jmenován Sübetej, jenž vedl vojsko již pod Čingischánem a stal se vítězem nad ruskými a poloveckými vojsky, vedenými Mstislavem Haličským v bitvě na řece Kalce 1223. S velkým vojskem (cca 100 000–200 000 mužů) jako dílčí velitelé vyrazili rovněž další princové z Čingischánovy krve (Khadan, Möngke, Güyük, Khaidu). Armáda byla rozdělena do jednotek, tzv. tümenů (též tumen), se silou 10 000 mužů. Většina armády byla složena převážně z tatarských a dalších Mongoly ovládnutých kmenů. Mongolové tvořili jen několikatisícovou část celého vojska a působili především jako velitelé jednotek.

## Vpád do Ruska
V roce 1236 Batú započal plánovanou invazi do Evropy. Překročil Volhu a střetl se s volžskými Bulhary a místními Kipčaky (též Polovci nebo Kumáni), které porazil. Vladimirský kníže Jurij II. Vsevolodovič se Bátúovi odmítl podrobit. Bátú poté dobyl, vyplenil a srovnal se zemí Rjazaň, Kolomnu, Moskvu a Vladimir (sídlo suzdalských knížat). Jurij sebral vojsko a vytáhl proti Bátúovi. Ruské vojsko bylo na hlavu poraženo na řece Siti a Jurij v krvavé bitvě zahynul. Pak započalo další dobývání ruských měst. Dobyta a vypleněna byla téměř všechna ruská města (Rostov, Jaroslavl, …). Pouze Smolensk souhlasil s placením tributu Mongolům a unikl tak zničení. Novgorod a Pskov, kterých mongolská vojska nedosáhla i díky ruské zimě, byla krutého osudu ušetřena. V létě 1238 Mongolové zpustošili Krym a Mordvinsko. Poté pronikli na Ukrajinu a v zimě 1239 vyplenili Černigov a Perejaslav. Po tuhém odporu byl dobyt také Kyjev, Halič a Vladiměř.

## Vpád do střední Evropy
Mezitím byli vysláni zvědové do střední Evropy (Uherské království, polské království, Svatá říše římská), pro získání informací o situaci v Evropě. Mongolové nechtěli dopustit vznik koalice nejednotných evropských panovníků. Proto Batú po dobytí většiny ruských knížectví rozdělil svou armádu do tří vojsk. První pod velením Kaida vpadlo na začátku března 1241 do Polska. Brzy byla dobyta Sandoměř a Krakov. Další porážku utrpěli Poláci v bitvě u Chmielnik. Mongolové poté oblehli Vratislav. Slezský kníže Jindřich II. Pobožný sebral vojsko a vyrazil proti Mongolům. Nevyčkal však, než dorazí armáda Václava I., který mu spěchal se svým vojskem (cca 50 000)[zdroj?] na pomoc. Mongolové nechtěli dopustit spojení křesťanských armád, proto zanechali obléhání a vyjeli proti polskému vojsku, které čekalo na vojsko českého krále před hradbami Vratislavi. V bitvě u Lehnice 9. dubna 1241 se Mongolové pod vedením Kaida (syn Güjüka) utkali s Jindřichovým vojskem. To bylo složeno především z obyvatel Slezska a Malopolska, templářů a německých rytířů. Jindřich v bitvě padl a jeho armáda byla účinnou mongolskou taktikou poražena. Poté je zastavilo české vojsko s Václavem I. v Kladsku. Kaidu se obrátil k jihu a urychleně pospíchal přes Moravu do Uher. Druhá mongolská armáda se probila přes Sedmihradsko a Batú s hlavním vojem mířil na Pešť. Všechny tři voje se setkaly v Panonské nížině. Béla IV. Uherský odmítl Batúovi složit slib poslušnosti. Navíc poskytl azyl kumánskému chánovi Kutanovi a jeho lidem (cca 40 000), kteří prchli před Batúem, jenž se považoval za jejich vládce. Kutan byl však v Pešti uherskou šlechtou zavražděn. Nakonec se po několika menších střetnutích Bélovo vojsko utkalo s Batúem v bitvě na řece Slané 11. dubna 1241. Uhrové byli drtivě poraženi a Béla prchl až do Dalmácie. Mongolové poté dobyli Pešť a Ostřihom. Vyhnuli se rakouským vojskům a vyplenili města u Jaderského moře.

## Ukončení invaze
Poté plánoval Sübetej s Batúem vpád do Svaté říše římské – zničení hlavních říšských měst a útok směrem na Apeninský poloostrov.[zdroj?] Ale v prosinci 1241 zemřel velký chán Ögedej. Zpráva o jeho smrti s rozkazem k návratu na Velké kurultaj dorazila do Batúova tábora na konci jara 1242. Batú tak musel zanechat příprav na tažení a vydat se do mongolského Karakorumu. Tato událost zřejmě uchránila celou Evropu od drtivého nájezdu, kterému by se mohli evropští panovníci bránit pouze spojenými silami.

## Zlatá horda
Po svém návratu z kurultaje ustanovil Bátú chanát Zlatá horda s hlavním městem Saraj-Bátú na Volze. Plánoval další invazi na západ, kterou však již nestihl do své smrti 1255 uskutečnit. Vládci Zlaté hordy ovládali rozsáhlé území dolního Povolží, od řeky Dněstr po západní Sibiř, severní Kavkaz, jihoruské stepi a velkou část Střední Asie. Zlatá horda byla původně závislá na Velké mongolské říši. Po nástupu Bátúova bratra chána Berkeho roku 1257 postupně došlo k jejímu osamostatnění na velkém chánovi. V závislosti na Zlaté hordě byla od samého počátku ruská knížectví. Přestože Novgorod nebyl Mongoly dobyt, poddal se jeho kníže Alexandr Něvský hordě také. V čele Zlaté hordy se střídali chánové z Čingischánovy krve.
Ve 14. století začaly Zlatou hordu sužovat vnitřní rozepře a moc chánů zeslábla. Toho využila ruská knížata, aby se pokusila mongolské nadvládě vzdorovat. V bitvě na Kulikovském poli v roce 1380 se ruským knížatům vedeným Dmitrijem Donským poprvé podařilo Mongoly porazit. Morální dopad vítězství byl obrovský, ale poplatná závislost na hordě byla po dvou letech, kdy Mongolové dobyli Moskvu, obnovena. Vpád nového turkického dobyvatele, Tamerlána, znamenal na konci 14. století veliké oslabení moci Zlaté hordy. V 15. století se vlivem vnitřních mocenských nepokojů horda rozdělila do několika chanátů: kazaňský, krymský, astrachaňský, sibiřský a nástupnickou (zbytkovou) Velkou hordu. Roku 1480 („stání na řece Ugře“) se ruská knížectví definitivně zbavila závislosti na Velké hordě a ta sama zanikla roku 1502. Všechny nástupnické chanáty pak byly postupně, v letech 1552–1783, vzmáhajícím se Ruskem dobyty a anektovány.